# Grove sponstruffel
De grove sponstruffel (Gautieria morchelliformis) is een donkerbruine truffel met een doorsnede van een à vier centimeter. De truffel kenmerkt zich door een sterke geur.

## Verspreiding
De soort is sinds 1915 lange tijd niet meer in Nederland geobserveerd en stond derhalve als "verdwenen" te boek op de Nederlandse Rode lijst van paddenstoelen. In 2006 werd de zwam echter weer geobserveerd op het landgoed Twickel bij het Twentse Delden. In 2008 staat de zwam te boek als zeer zeldzaam op de verspreidingsatlas. Hij staat op de rode lijst in de categorie 'Gevoelig' . 